# المؤتمر الوطني للحزب الجمهوري 2020

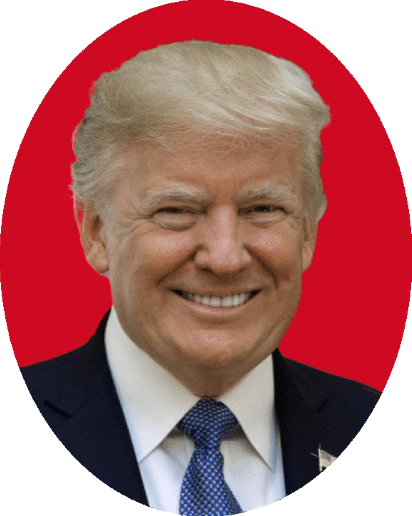

المؤتمر الوطني الجمهوري لعام 2020 مؤتمر ترشيح رئاسي اختار فيه نواب الحزب الجمهوري الأمريكي مرشحَي الحزب لمنصبي الرئيس ونائب الرئيس في الانتخابات الرئاسية الأمريكية 2020، وعُقد في الفترة من 24 إلى 27 أغسطس 2020.
بسبب جائحة فيروس كورونا في الولايات المتحدة، تم إلغاء خطط انعقاد المؤتمر التقليدي واسع النطاق وذلك قبل أسابيع قليلة من تاريخ انعقاد المؤتمر. اشتملت الأمكنة الرئيسية لذلك الحدث على مركز مؤتمرات تشارلوت بمدينة تشارلوت، كارولاينا الشمالية، وأوديتوريوم آندرو دبليو ميلون في واشنطن العاصمة، فضلًا عن استخدام العديد من الأمكنة المعزولة. أُعيد في المؤتمر ترشيح الرئيس دونالد ترامب ونائبه مايك بنس.
كان من المقرر في الأصل انعقاد المؤتمر في مركز سبيكتروم بمدينة تشارلوت، كارولاينا الشمالية، ولكن في 2 يونيو، 2020، قرر ترامب واللجنة الوطنية للحزب الجمهوري عدم انعقاد المؤتمر في تشارلوت بعد أن رفضت حكومة ولاية كارولاينا الشمالية مطالب ترامب في السماح بتواجد حشدٍ كبيرٍ من الناس أثناء انعقاد المؤتمر ومن دون الأخذ بإجراءات الصحة العامة المصممة لمنع انتشار جائحة فيروس كورونا، كالتباعد الاجتماعي وتغطية الوجه. أعلن ترامب بعد ذلك أن المؤتمر سينتقل إلى مدينة جاكسونفيل، بفلوريدا، لكنه ألغى لاحقًا خطط مؤتمر جاكسونفيل في 23 يوليو. كانت بعض إجراءات المؤتمر، على الرغم من تقليص حجمها بشكلٍ كبير، ما تزال تسير في تشارلوت، «كاجتماعات العمل الرسمية الصغيرة». اقام الحزب بقية المناسبات والاحتفالات، بما في ذلك خطاب قبول ترامب لترشيحه، عن بعد من مواقع مختلفة بما فيها قلعة ماكهينري والبيت الأبيض. جرت العادة إلى أنه بسبب تولي الجمهوريين الرئاسة الحالية، فقد عُقد مؤتمرهم بعد المؤتمر الوطني للحزب الديمقراطي لعام 2020، الذي عُقد في الفترة من 17 إلى 20 أغسطس. اختِيرت مديرة تنظيم وإدارة البيت الأبيض السابقة مارشيا لي كيلي رئيسةً للمؤتمر ومديرته التنفيذية في أبريل 2019.
لم يواجه ترامب سوى معارضة رمزية في اجتماعات الحزب الديمقراطي وانتخاباته التمهيدية، وحسم بشكلٍ غير رسمي ترشيح الحزب الجمهوري في مارس 2020، عندما حصل على أصوات 1276 نائب متعهد.
خسر ترامب وبنس في الانتخابات العامة أمام الديمقراطيَين جو بايدن وكامالا هاريس.

## الخلفية

### اختيار الموقع الأصلي
ذكرت لاس فيغاس بولاية نيفادا، وتشارلوت بولاية كارولاينا الشمالية كموقعين محتملين لانعقاد المؤتمر الوطني للحزب الجمهوري (آر إن سي) لعام 2020 نظرًا لكونهما داخل «الولايات المتأرجحة». لم يسبق وأن استضافت أيًا منهما آر إن سي، على الرغم من أن مدينة تشارلوت قد استضافت المؤتمر الوطني للحزب الديمقراطي لعام 2012. أفادت محطة تلفزيون في تشارلوت، تُدعى دبليو بي تي في، أن تشارلوت، ولاس فيغاس، «ومدينةً أخرى في تكساس لم يُذكر اسمها، والتي قالت المصادر في الاجتماع أنها من المحتمل أن تكون دالاس أو سان أنطونيو»، من المرشحين النهائيين لاستضافة المؤتمر. وذكرت مصادرٌ أخرى دالاس بولاية تكساس، ومدينة نيويورك بولاية نيويورك، كمضيفين محتملين، فيما وُضعت بعين الاعتبار سابقًا لاس فيغاس بولاية نيفادا؛ وناشفيل بولاية تينيسي؛ وفيلادلفيا بولاية بنسلفانيا؛ وسان دييغو بولاية تيكساس. إلا تشارلوت هي المدينة الوحيدة التي قدمت عرضًا رسميًا لاستضافة المؤتمر. وفي 18 يوليو 2018، صوتت لجنة اختيار موقع آر إن سي بالإجماع على التوصية بعقد المؤتمر في تشارلوت. وفي 20 يوليو أكدت ذلك رسميًا اللجنة الوطنية للحزب الجمهوري.
في أعقاب التجمع الذي أقامه الرئيس ترامب في غرينفيل، بولاية كارولاينا الشمالية، اقترح مجلس مدينة تشارلوت التراجع عن عرضهم في استضافة المؤتمر. وصوت جميع الديمقراطيين السبعة في مجلس المدينة على إجراءٍ يصف ترامب بالعنصري بسبب ما قاله («أناسٌ طيبون على جانبي» المناقشة). عُقدت في المدينة جلساتٌ مغلقة مع حضور محامي بشأن عقد استضافة المؤتمر. وتم التوصل إلى نتيجةٍ مفادها أن فسخ العقد سينتهي على الأرجح بمحاكمة المدينة وإجبارها على استضافة المؤتمر. وفي نهاية المطاف وافق مجلس مدينة تشارلوت على قرار.

### انتقال المؤتمر إلى مدينة جاكسونفيل  والتحول العكسي
في 25 مايو 2020، أثار ترامب احتمالية انتقال المؤتمر من تشارلوت بعد أن قال حاكم كارولاينا الشمالية روي كوبر إنه لا بد من تقليص نطاق المؤتمر بسبب جائحة فيروس كورونا. وفي 2 يونيو، أي بعد أسابيعٍ من المفاوضات الفاشلة، رفض الحاكم كوبر الخطط التي قدمها الحزب الجمهوري في استضافة محفلٍ كامل. وفي تغريدةٍ على تويتر، أعلن ترامب عن إلغاء المؤتمر، قائلًا: «نحن مجبرون الآن بسبب [كوبر] على البحث عن ولايةٍ أخرى لاستضافة المؤتمر الوطني للحزب الجهوري 2020.»
أكد مسؤولو آر إن سي أن آليات المؤتمر ستظل قائمةً في تشارلوت. إذ قال مايكل آرينز مدير اتصالات آر إن سي إن «اللجنة التنفيذية المعنية بمؤتمر آر إن سي قد صوتت بالإجماع على السماح باستمرار العمل الرسمي للمؤتمر الوطني في تشارلوت. وتتوق الكثير من المدن الأخرى إلى استضافة خطاب قبول الرئيس لترشيحه، ونحن نجري حاليًا محادثاتً مع العديد منها من أجل استضافة تلك الاحتفالية.»
وبحسب ما ورد فإن مسؤولي اللجنة الوطنية للحزب الجمهوري قد وضعوا بالحسبان عدة مدنٍ منها أتلانتا، ودالاس، وجاكسونفيل، وناشفيل، ونيو أورلينز، وأورلاندو، وفينيكس، وسافانا، وحتى أنهم زاروا بعضًا منها.
في 11 يونيو، أكدت اللجنة الوطنية للحزب الجمهوري أن المناسبات والخطابات الرئيسية الخاصة بالمؤتمر ستُنقل إلى جاكسونفيل، بولاية فلوريدا، بما فيها خطاب قبول الترشيح الذي ألقاه ترامب بتاريخ 27 أغسطس في صالة فيستار التذكارية للمحاربين القدماء. غير أن أعمال المؤتمر الرسمية ستبقى في تشارلوت مع التقليص الكبير لجدول الأعمال وعدد النواب. كان من المقرر أن يشهد يوم 24 أغسطس جزءًا من المؤتمر المُستضاف في تشارلون، على أن تُعقد الأيام الثلاثة التالية من المؤتمر في جاكسونفيل.
وفي 16 يوليو، أرسلت لجنة استضافة المؤتمر الوطني للحزب الجمهوري في جاكسونفيل رسالةً تعلن فيها أنه بالإضافة إلى صالة فيستار التذكارية للمحاربين القدماء، فإنه سيتم استخدام أمكنة أخرى في جاكسونفيل، من ضمنها ملعب إيفربانك فيلد، وديليس بليس، وفاينانشل بارك 121، «والعديد من الأمكنة الأخرى».
وعلى الرغم من ذلك، فبسبب التصاعد غير الطبيعي في حالات الإصابة بفيروس كورونا الذي بلغ أعلى مستوياته في منتصف شهر يوليو بما يزيد عن 15000 حالة إصابة في اليوم، بدأت كذلك مناقشة إمكانية إلغاء مؤتمر جاكسونفيل. نفذت جاكسونفيل في وقتٍ لاحق العديد من القيود الصحية المحلية المفروضة في تشارلوت -كمتطلبات ارتداء الكمامات وممارسة التباعد الاجتماعي- والتي دفعت آر إن سي إلى البحث عن موقعٍ مختلف. وقال عضو مجلس الشيوخ تشاك غراسلي، البالغ من العمر 86 عامًا، إنه سيتغيب عن المؤتمر للمرة الأولى منذ 40 عامًا بسبب خطر الإصابة بفيروس كورونا.
وفي 23 يوليو، أعلن ترامب أن مناسبات آر إن سي المقرر إقامتها في جاكسونفيل، بولاية فلوريدا، قد ألغيت، إذ قال، «إن التوقيت ليس مناسبًا». ولكنه أعلن أيضًا أن أعمال النواب ستستمر في تشارلوت.